# 亞歷山大·瓦德
亞歷山大·瓦德（英語：Alexander Ward；1990年4月30日—）是一位英國網球運動員。2014年7月28日，他創下自己的ATP單打世界排名新高紀錄，為第305名。